# Аннаполіс (Меріленд)
Анна́поліс (англ. Annapolis) — місто (англ. city) в США, в окрузі Енн-Арундел штату Меріленд. Населення — 40 812 особи (2020). Розташований над річкою Сіверн, за 3 км від місця її впадіння у Чесапікську затоку Атлантичного океану. Місто розташоване за 40 км від Балтимора та Вашингтона.
В Аннаполісі розташована Військово-морська Академія США та Коледж Святого Іоанна.
Місто було тимчасовою столицею США в 1783—1784 роках.

## Географія
Аннаполіс розташований за координатами 38°58′20″ пн. ш. 76°30′23″ зх. д. / 38.97222° пн. ш. 76.50639° зх. д. (38.972281, -76.506396).  За даними Бюро перепису населення США в 2010 році місто мало площу 20,99 км², з яких 18,61 км² — суходіл та 2,39 км² — водойми.

### Клімат
| Клімат : Аннаполіс                          | Клімат : Аннаполіс | Клімат : Аннаполіс | Клімат : Аннаполіс | Клімат : Аннаполіс | Клімат : Аннаполіс | Клімат : Аннаполіс | Клімат : Аннаполіс | Клімат : Аннаполіс | Клімат : Аннаполіс | Клімат : Аннаполіс | Клімат : Аннаполіс | Клімат : Аннаполіс | Клімат : Аннаполіс |
| Показник                                    | Січ.               | Лют.               | Бер.               | Квіт.              | Трав.              | Черв.              | Лип.               | Серп.              | Вер.               | Жовт.              | Лист.              | Груд.              | Рік                |
| Абсолютний максимум, °C                     | 25,0               | 28,3               | 33,3               | 35,0               | 36,7               | 39,4               | 40,6               | 41,1               | 37,2               | 33,3               | 29,4               | 25,6               | 41,1               |
| Середній максимум, °C                       | 5,9                | 7,5                | 11,8               | 17,7               | 22,7               | 27,6               | 29,9               | 28,9               | 24,9               | 19,1               | 13,8               | 8,2                | 18,2               |
| Середній мінімум, °C                        | −1,6               | −0,7               | 2,7                | 7,7                | 13,1               | 19,1               | 21,8               | 20,6               | 17,1               | 10,3               | 5,4                | −0,1               | 9,7                |
| Абсолютний мінімум, °C                      | −22,2              | −21,1              | −12,2              | −10,6              | 0,0                | 1,7                | 10,0               | 7,8                | 2,8                | −3,3               | −10,6              | −18,3              | −22,2              |
| Середня кількість сонячних годин на місяць  | 155                | 170                | 217                | 240                | 248                | 270                | 279                | 279                | 240                | 217                | 150                | 155                | 2620               |
| Норма опадів, мм                            | 84                 | 75                 | 115                | 93                 | 107                | 106                | 116                | 99                 | 121                | 99                 | 97                 | 90                 | 1202               |
| Днів з опадами                              | 9,4                | 9,2                | 11,2               | 11,2               | 11,0               | 9,5                | 10,3               | 8,8                | 7,8                | 7,8                | 9,1                | 9,8                | 115,1              |
| Днів зі снігом                              | 1,3                | 0,1                | 0,1                | 0                  | 0                  | 0                  | 0                  | 0                  | 0                  | 0                  | 0,0                | 0,6                | 2,1                |
| Вологість повітря, %                        | 65                 | 62                 | 60                 | 60                 | 66                 | 68                 | 68                 | 70                 | 71                 | 71                 | 67                 | 67                 | 66                 |
| ------------------------------------------- | ------------------ | ------------------ | ------------------ | ------------------ | ------------------ | ------------------ | ------------------ | ------------------ | ------------------ | ------------------ | ------------------ | ------------------ | ------------------ |
| Джерело: NOAA, Weatherbase, timeanddate.com |                    |                    |                    |                    |                    |                    |                    |                    |                    |                    |                    |                    |                    |

## Демографія
Згідно з переписом 2010 року, у місті мешкали 38 394 особи в 16 136 домогосподарствах у складі 8776 родин. Густота населення становила 1829 осіб/км².  Було 17845 помешкань (850/км²).
Расовий склад населення:
| - 60,1 % — білих - 26,0 % — чорних або афроамериканців - 2,1 % — азіатів - 0,3 % — корінних американців - 9,0 % — осіб інших рас |

До двох чи більше рас належало 2,6 %. Частка іспаномовних становила 16,8 % від усіх жителів.
За віковим діапазоном населення розподілялося таким чином: 20,8 % — особи молодші 18 років, 66,2 % — особи у віці 18—64 років, 13,0 % — особи у віці 65 років та старші. Медіана віку мешканця становила 36,0 року. На 100 осіб жіночої статі у місті припадало 91,7 чоловіків;  на 100 жінок у віці від 18 років та старших — 88,7 чоловіків також старших 18 років.
Середній дохід на одне домашнє господарство  становив 103 805 доларів США (медіана — 72 214), а середній дохід на одну сім'ю — 124 800 доларів (медіана — 82 520). Медіана доходів становила 52 755 доларів для чоловіків та 50 523 долари для жінок. За межею бідності перебувало 10,1 % осіб, у тому числі 14,2 % дітей у віці до 18 років та 4,6 % осіб у віці 65 років та старших.
Цивільне працевлаштоване населення становило 20 456 осіб. Основні галузі зайнятості: освіта, охорона здоров'я та соціальна допомога — 21,1 %, науковці, спеціалісти, менеджери — 17,4 %, мистецтво, розваги та відпочинок — 12,6 %, роздрібна торгівля — 10,0 %.